# Defne Kayalar
Defne Kayalar (* 7. Mai 1975 in Ankara) ist eine türkische Schauspielerin und Filmproduzentin.

## Leben und Karriere
Kayalar wurde am 7. Mai 1975 in Ankara geboren. Sie studierte an der Bilkent Üniversitesi. Später setzte sie ihr Studium an der İstanbul Bilgi Üniversitesi fort. 2003 produzierte sie die Fernsehserie Alacakaranlık. Außerdem war sie 2004 Produzentin des Films  Yazı Tura. 
Unter anderem spielte sie 2013 in 20 Dakika mit. Zwischen 2013 und 2015 war sie in Medcezir zu sehen. 2014 heiratete sie den Regisseur Ali Bilgin. Kayalar tauchte in dem Film Delibalauf. 2020 wurde sie für die Netflixserie Ethos gecastet.

## Filmografie (Auswahl)
Filme
- 1999: Salkım Hanımın Taneler
- 2004: Yazı Tura
- 2015: Delibal
- 2017: Yol Ayrımı
- 2019: I Am You
- 2022: Aniden

Serien
- 2003: Alacakaranlık
- 2010: Keskin Bıçak
- 2012: Eve Düşen Yıldırım
- 2012: Al Yazmalım
- 2013: 20 Dakika
- 2013–2015: Medcezir
- 2017: Bu Şehir Arkandan Gelecek
- 2018: Dip
- 2020: Ethos
- 2021: Ayak İşleri
- 2021: Saklı
- seit 2022: Der Vogel und die Löwin (Kuş Uçuşu)
- 2023: Search (Arayış)